# ポッルトリ
ポッルトリ（イタリア語: Pollutri）は、イタリア共和国アブルッツォ州キエーティ県にある、人口約2,200人の基礎自治体（コムーネ）。

## 地理

### 位置・広がり

#### 隣接コムーネ
隣接するコムーネは以下の通り。
- アテッサ
- カザルボルディーノ
- モンテオドリージオ
- シェルニ
- ヴァスト

## 行政

### 分離集落
ポッルトリには、以下の分離集落（フラツィオーネ）がある。
- Civita, Martina, Piano Croce, San Barbato, Piano Valle, Piano Palme, Crivella